# Везеронс-Кюртен
Везеронс-Кюртен (фр. Vézeronce-Curtin) — коммуна во Франции, находится в регионе Рона — Альпы. Департамент коммуны — Изер. Входит в состав кантона Морстель. Округ коммуны — Ла-Тур-дю-Пен.
Код INSEE коммуны — 38543. Население коммуны на 2006 год составляло 1634 человека. Населённый пункт находится на высоте от 205 до 316 метров над уровнем моря. Муниципалитет расположен на расстоянии около 430 км юго-восточнее Парижа, 55 км восточнее Лиона, 60 км севернее Гренобля. Мэр коммуны — M. Belantan Maurice, мандат действует на протяжении 2001—2008 гг.

## Население
Динамика населения (INSEE):

## История
Летом 524 года недалеко от города, называвшегося в то время Veseruntia, произошла битва при Везеронсе между франками-меровингами и бургундским королевством.